# Osobnostní rysy
Osobnostní rysy jsou soustava vlastností charakterizující celistvou individualitu konkrétního člověka, zaměřeného na realizaci životních cílů a rozvinutí svých možností ve společnosti. Tvoří je individuální spojení biologických, psychologických a sociálních aspektů každého jedince. Utváří se ve vztazích k sobě, ke druhým, vůči prostředí a společnosti a projevují se vždy jako celek. Moderní výzkum osobnosti se stále vyvíjí a zaměřuje se hlavně na jednotlivé rysy a vlastnosti, které celistvou osobnost tvoří.
Existuje více definic osobnostních rysů, v základních principech se ale takřka všechny shodují:
- Osobnostní rysy jsou relativně stabilní v čase a místě a proto také víceméně předvídatelné. Například člověk, který je svým okolím označován za „velice slušného“ chce, aby tak byl označován i nadále. Na druhou stranu člověk, který je velice soutěživý ve sportu, bude s největší mírou pravděpodobnosti soutěživý i ve svém osobním životě.
- Žádní dva lidé nejsou stejní. Je to dáno nekonečným množstvím kombinací a intenzity jednotlivých osobnostních rysů.

## Allportova teorie rysů
Gordon Allport byl jedním z průkopníků studia lidských rysů, jejichž studiu zasvětil podstatnou část svého života. Pro svůj psycholingvistický výzkum použil obyčejný slovník, ve kterém našel vice než 4000 slov, které nějakým popisují osobnostní rysy a které jako celek vytváří soustavu svazků vzorců lidského chování. Všiml si přitom, že mnoho vlastností lze nazvat různě. Například výrazy jako „zlý, špatný, zlomyslný“ v podstatě všechny označují jen jednu lidskou vlastnost a všechna tato slova tak tvoří právě svazek osobnostních rysů.
Allport rozděluje osobnostní rysy do tří základních skupin:
1. Kardinální dispozice – Jsou vzácné, vyvíjí se. Velmi výrazně se uplatňuje v celém životě jedince, v každém jeho činu můžeme vidět odkaz na tuto dispozici. Nemusí ji mít každý. Mezi osobnosti s kardinální dispozicí se řadí například Josef Stalin, Tomáš Garrigue Masaryk nebo Sokrates.
2. Centrální dispozice – Disponuje jí každý. Jsou to nápadné a soudržné vlastnosti. Necháme-li svého dobrého přítele, aby popsal naši osobnost, najdeme v jeho popisu právě naše centrální dispozice.
3. Druhotná dispozice – Tyto naše charakteristiky se projeví jen za určitých okolností.

## Raymond Cattel

### Velká pětka
Už na začátku svého výzkumu byl Raymond Cattel přesvědčen, že mezi osobnostními rysy existuje hierarchický vztah. Jedním z prvních cílů jeho práce bylo odhalit vrchol pomyslné osobnostní pyramidy. Vznikla tak Velká pětka, zahrnující 5 globálních faktorů osobnosti.

### 16 Osobnostních rysů
Pro svůj další výzkum Cattel shromáždil větší skupinu respondentů a požádal je, aby ohodnotili napřed sami sebe a potom i ostatní účastníky výzkumu, přičemž měli používat hlavně Allportem určené výrazy. Potom Cattel za pomocí faktorové analýzy vypočítal, do jaké míry jsou různé osobnostní rysy ve vzájemném vztahu. Například: Jestliže o někom řekneme, že je uvolněný, měl by se nám tento člověk patrně také zdát klidný a trpělivý. Naproti tomu je- li člověk netrpělivý, bývá označován také výrazy jako nepozorný nebo roztěkaný. Tyto protikladné rysy tak jako celek odrážejí jen jeden primární faktor osobnosti – vnitřní napětí. Takovýchto faktorů Cattel napočítal dohromady 16 a vytvořil tzv. Dotazník 16 PF, pomocí kterého lze provézt celkovou faktorovou analýzu osobnosti.
| Introvert/Extrovert | Úzkostlivost | Vnímavost | Samostatnost | Sebekontrola |

| Rys                 | Primární faktor      | Rys                   |
| ------------------- | -------------------- | --------------------- |
| Rezervovaný         | Vřelost              | Vřelý                 |
| Věcný               | Logické myšlení      | Abstraktně smýšlející |
| Reaktivní           | Emoční stabilita     | Emočně stabilní       |
| Podřizující se      | Dominance            | Dominantní            |
| Vážný               | Živost               | Živý                  |
| Prospěchář          | Zásadovost           | Dbající na pravidla   |
| Plachý              | Sociální smělost     | Smělý                 |
| Pragmatický         | Citlivost            | Citlivý               |
| Důvěřivý            | Ostražitost          | Bdělý                 |
| Konkrétně myslící   | Abstraktní uvažování | Abstraktně smýšlející |
| Uzavřený            | Uzavřenost           | Otevřený              |
| Sebejistý           | Sebevědomí           | Stydlivý              |
| Tradicionalistický  | Otevřenost ke změnám | Otevřený              |
| Skupině orientovaný | Soběstačnost         | Individualista        |
| Tolerantní k chybám | Perfekcionizmus      | Perfekcionistický     |
| Uvolněný            | Tenze                | Napjatý               |

## Hans Eysenck
Hans Eysenck je jedním z nejvýznačnějších psychologů moderní doby. Teorii osobnostních rysů se také nevyhnul. Vycházel přitom z Cattelova výzkumu, který postupně doplňoval o nové poznatky. V konečném důsledku vznikla zcela nová, svébytná teorie, uznávající 3 hlavní osobnostní „superrysy“ – emoční stabilitu, introverzi / extroverzi a psychoticismus. Všechny ostatní vlastnosti a rysy jsou, dle Eysencka, součástí těchto tří. Na základě těchto poznatků Eysenck vytvořil nový osobnostní dotazník. Eysenckův výzkum je dnes všeobecně přijímán.

## Teorie osobnostních rysů v praxi
Výsledky výzkumu osobnostních rysů jsou zřejmé a náš vhled do věci je dnes podstatně větší, než před půl stoletím. Široké využití mají hlavně osobnostní dotazníky, které nám mohou pomoci např. při výběru budoucích škol, povolání, nebo zaměstnanců.